# Contea di Greene (Alabama)
La contea di Greene, in inglese Greene County, è una contea dello Stato dell'Alabama, negli Stati Uniti. La popolazione al censimento del 2000 era di 9.974 abitanti. Il capoluogo di contea è Eutaw.

## Geografia fisica
La contea si trova nella parte occidentale dell'Alabama. Lo United States Census Bureau certifica che l'estensione della contea è di 1.709 km², di cui 36 km² di acque interne.

### Contee confinanti
- Contea di Pickens - nord
- Contea di Tuscaloosa - nord-est
- Contea di Hale - est
- Contea di Marengo - sud
- Contea di Sumter - ovest

### Laghi, fiumi e parchi
La contea comprende i seguenti laghi, fiumi e parchi:
| Laghi | Fiumi | Parchi | Parchi |
| --- | --- | --- | ------ |
| - Duffys Ponds - Grinnel Pond - Warrior Lake - Duck Pond - Smith Lake - Bend Lake - Mark Hanna Lake - Crenshaw Pond | - Dance Branch - Church Branch - Indian Branch - Presley Ford Branch - Trussells Creek - Tubbs Creek - Danoe Branch - Valley Branch - Morgan Creek | - Damsite East Bank Public Use Area - Backbone Branch Public Area - Backbone Park - Gainesville Access Area - Riverside Recreation Area - Lock Seven Public Use Area - Barnes Bend Access Area - Runaway Branch Area Number 1 - Runaway Branch Area Number 2 |        |

## Storia
La contea di Greene fu creata il 13 dicembre 1819 da terre che appartenevano ai Choctaw. Il nome le è stato dato in onore del generale della guerra d'indipendenza americana Nathanael Greene di Rhode Island.

## Principali strade ed autostrade
- Interstate 20/Interstate 59
- U.S. Highway 11
- U.S. Highway 43
- State Route 14
- State Route 39

## Società

### Evoluzione demografica
Abitanti censiti (migliaia)

## Comuni[8]
- Boligee - town
- Eutaw - city
- Forkland - town
- Union - town